# Stela Pura
Stela Marian Pura (* 30. März 1971 in Baia Mare) ist eine ehemalige rumänische Schwimmerin. Sie gewann bei  Europameisterschaften eine Silbermedaille und zwei Bronzemedaillen.

## Sportliche Karriere
Stela Pura erreichte bei den Weltmeisterschaften 1986 in Madrid das Finale über 400 Meter Freistil und belegte den siebten Platz. Über 800 Meter Freistil wurde sie Achte. Ein Jahr später bei den Europameisterschaften 1987 in Straßburg siegte die 4-mal-200-Meter-Freistilstaffel aus der DDR mit neuem Weltrekord und über 13 Sekunden Vorsprung vor der rumänischen Staffel mit Luminița Dobrescu, Stela Pura, Anca Pătrășcoiu und Noemi Lung; eine Dreiviertelsekunde hinter den Rumäninnen schlug die Staffel aus der Bundesrepublik Deutschland als Dritte an. Über 400 Meter Freistil siegten Heike Friedrich und Astrid Strauß aus der DDR vor Stela Pura und Noemi Lung. Über 200 Meter Schmetterling gewannen Kathleen Nord und Birte Weigang, Pura erkämpfte ihre zweite Bronzemedaille.
Bei den Olympischen Spielen 1988 in Seoul stand die 4-mal-200-Meter-Freistilstaffel noch nicht auf dem Programm. Stela Pura trat in vier Einzeldisziplinen an. Über 200 Meter Freistil wurde sie Fünfte im B-Finale und damit 13. insgesamt. Am Tag darauf wurde Pura Dritte im B-Finale über 400 Meter Freistil. Über 100 Meter Schmetterling schwamm Pura die 24. Vorlaufzeit unter 40 Teilnehmerinnen. Schließlich erreichte Stela Pura das Finale über 200 Meter Schmetterling. Kathleen Nord siegte vor Birte Weigang. Dritte wurde Mary T. Meagher mit 0,48 Sekunden Vorsprung vor Pura, die ihrerseits 0,27 Sekunden vor Trina Radke anschlug, der zweiten Schwimmerin aus den Vereinigten Staaten.